# Panteón de Infantes

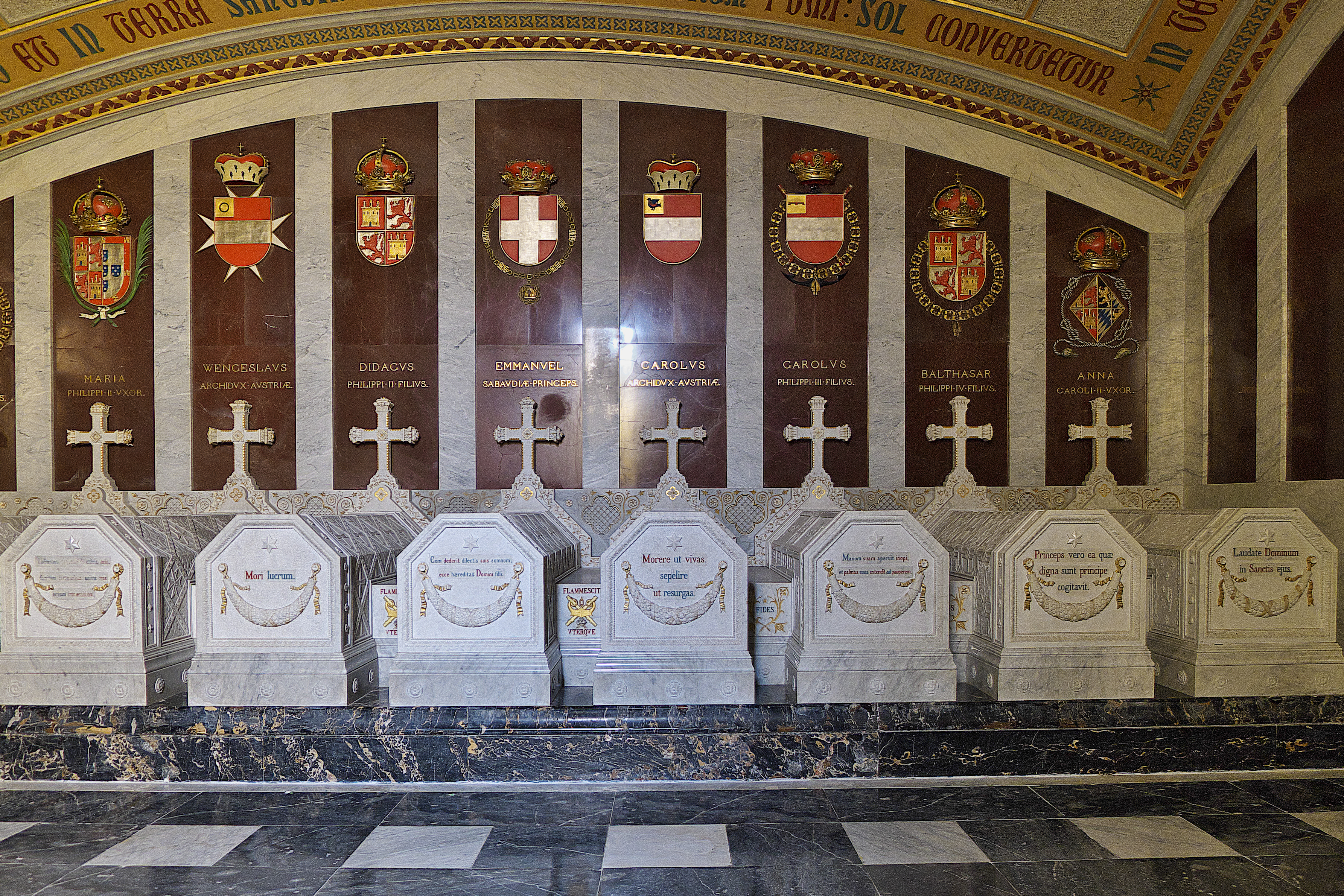
Vista general de una de las cámaras o salas del Panteón de Infantes.

El Panteón de Infantes del Monasterio de El Escorial se ubica en la misma cota que el Panteón de Reyes, pero bajo la zona del convento. 
En 1862, la reina Isabel II aprobó el proyecto de su construcción, realizado por el arquitecto mayor de Palacio, José Segundo de Lema.
Finalizada su construcción en 1888, está destinado a príncipes, infantes, y reinas que no han sido madres de reyes. Con paredes y pavimentos de mármol blanco es digno de especial mención el sepulcro del Infante Don Juan de Austria, diseñado por Ponciano Ponzano y ejecutado por Giuseppe Galeotti.

## Personas inhumadas
1. Fernando de Austria, Infante de España (1529-1530) —  (Hijo del Rey Carlos I)
2. María Manuela de Portugal, Princesa de Portugal y Princesa de Asturias (15/10/1527-12/7/1545) —  (Primera esposa del Rey Felipe II)
3. Leonor de Austria, infanta de España, reina consorte de Portugal (15/11/1498-18/2/1558) y reina consorte de Francia —  (Esposa del rey Manuel I de Portugal y del rey Francisco I de Francia)
4. María de Austria, infanta de España y Reina de Hungría y Bohemia (17/9/1505-18/10/1558) —  (Esposa del rey Luis II de Hungría y Bohemia)Mausoleo poligonal en la sexta cámara del Panteón de Infantes.

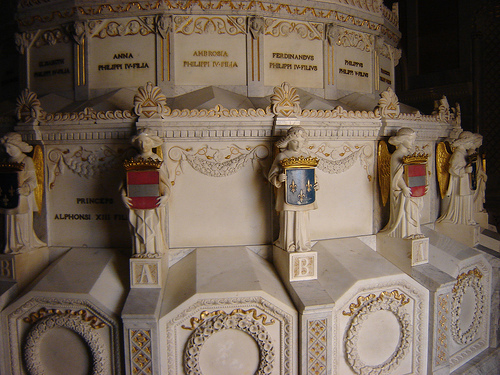
Mausoleo poligonal en la sexta cámara del Panteón de Infantes.

5. Carlos de Austria, Príncipe de Asturias (8/6/1545-24/7/1568) —  (Hijo del Rey Felipe II). Sus restos, junto con los de Isabel de Valois, fueron los primeros en llegar al monasterio en 1573.
6. Isabel de Valois, Princesa de Francia y Reina de España (2/4/1545-3/10/1568) —  (Tercera esposa del Rey Felipe II)
7. Juana de Austria, Infanta de España (3/10/1568) —  (Hija del Rey Felipe II)
8. Carlos Lorenzo de Austria, Infante de España (12/8/1573-30/6/1575) —  (Hijo del Rey Felipe II)
9. Wenceslao de Austria, Archiduque de Austria (9/3/1561-22/9/1578) —  (Hijo del emperador Maximiliano II)
10. Fernando de Austria, Príncipe de Asturias (4/12/1571-18/10/1578) —  (Hijo del Rey Felipe II)
11. Juan de Austria (24/2/1547-1/10/1578) —  (Hijo natural del Rey Carlos I)
12. Diego de Austria, Príncipe de Asturias (15/8/1575-21/11/1582) —  (Hijo del Rey Felipe II)
13. María de Austria, Infanta de España (14/2/1580-5/8/1583) —  (Hija del Rey Felipe II)
14. María de Austria, Infanta de España (1/2/1603-1/3/1603) —  (Hija del Rey Felipe III)
15. Felipe Manuel de Saboya, Príncipe de Piamonte (1586-1605) —  (Hijo del Duque Carlos Emmanuel de Saboya)
16. Alonso de Austria, Infante de España (1611-1612) —  (Hijo del Rey Felipe III)
17. Margarita de Austria, Infanta de España (1610-1617) —  (Hija del Rey Felipe III)
18. María Margarita de Austria, Infanta de España (14/8/1621-15/8/1621) —  (Hija del Rey Felipe IV)
19. Margarita Catalina de Austria, Infanta de España (25/11/1623-22/12/1623) —  (Hija del Rey Felipe IV)
20. Manuel Filiberto de Saboya, Príncipe de Saboya (1588-1624) —  (Hijo del Duque Carlos Emmanuel de Saboya)
21. Carlos José de Austria, Archiduque de Austria (7/8/1590-28/12/1624) —  (Hijo del Archiduque Carlos II)
22. María Eugenia de Austria, Infanta de España (21/11/1625-21/7/1627) —  (Hija del Rey Felipe IV)
23. Isabel Teresa de Austria, Infanta de España (31/10/1627-1/11/1627) —  (Hija del Rey Felipe IV)
24. Carlos de Austria, Infante de España (15/9/1607-30/7/1632) —  (Hijo del Rey Felipe III)
25. Francisco Fernando de Austria (1627-12/3/1634) —  (Hijo del de Rey Felipe IV)
26. Ana Antonia de Austria, Infanta de España (17/1/1636-5/12/1636) —  (Hija del Rey Felipe IV)
27. Fernando de Saboya-Carignan, Príncipe de Saboya (1634-1637) —  (Hijo del Príncipe Tomás de Saboya-Carignano)
28. Fernando de Austria (cardenal-infante), Infante de España, Cardenal (16/5/1609-9/11/1641) —  (Hijo del Rey Felipe III)La primera cámara sepulcral del Panteón de Infantes.

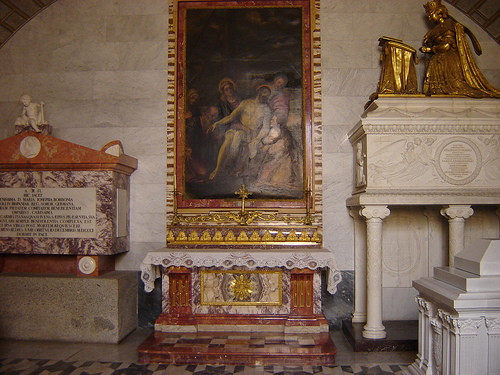
La primera cámara sepulcral del Panteón de Infantes.

29. Baltasar Carlos de Austria, Príncipe de Asturias (17/10/1629-9/3/1646) —  (Hijo del Rey Felipe IV)
30. María Ambrosia de Austria, Infanta de España (7/12/1655-20/12/1655) —  (Hija del Rey Felipe IV)
31. Tomás Carlos de Austria, Infante de España (21/12/1658-23/10/1659) —  (Hijo del Rey Felipe IV)
32. Felipe Próspero de Austria, Infante de España (28/12/1657-1/11/1661) —  (Hijo del Rey Felipe IV)
33. Juan José de Austria (7/4/1629-17/9/1679) —  (Hijo natural del de Rey Felipe IV)
34. María Luisa de Orleans, Princesa de Francia y Reina de España (27/3/1662-12/2/1689) —  (Primera esposa del Rey Carlos II)
35. Felipe de Borbón, Infante de España(7/7/1709-8/7/1709) —  (Hijo del Rey Felipe V)
36. Luis José de Vendôme (1/7/1654-11/6/1712)
37. Francisco de Borbón, Infante de España (21/3/1717-21/4/1717) —  (Hijo del Rey Felipe V)
38. Felipe Pedro de Borbón, Infante de España (7/7/1712-29/12/1719) —  (Hijo del Rey Felipe V)
39. Mariana de Neoburgo, Princesa del Palatinado-Neoburgo y Reina de España (28/10/1667-16/7/1740) —  (Segunda esposa del Rey Carlos II)
40. Francisco Javier de Borbón, Infante de España (17/3/1757-10/4/1771) —  (Hijo del Rey Carlos III)
41. Carlos Clemente de Borbón, Infante de España (19/9/1771-7/3/1774) —  (Hijo del Rey Carlos IV)
42. María Luisa de Borbón, Infanta de España (11/9/1777-2/7/1782) —  (Hija del Rey Carlos IV)
43. Carlos Domingo de Borbón, Infante de España (5/3/1780-11/6/1783) —  (Hijo del Rey Carlos IV)
44. Felipe de Borbón, Infante de España (5/9/1783-18/10/1784) —  (Hijo del Rey Carlos IV)
45. Carlos Francisco de Borbón, Infante de España (5/9/1783-11/11/1784) —  (Hijo del Rey Carlos IV)
46. Luis Antonio de Borbón, Infante de España y Arzobispo de Toledo (25/7/1727-7/8/1785) —  (Hijo del Rey Felipe V)
47. Carlota de Borbón, Infanta de España (4/11/1787-11/11/1787) —  (Hija del Infante Gabriel de Borbón)
48. Mariana Victoria de Portugal, Princesa de Portugal, Infanta de España (15/12/1768-2/11/1788) —  (Esposa del Infante Gabriel de Borbón)
49. Carlos de Borbón (28/10/1788-9/11/1788) —  (Hijo del Infante Gabriel de Borbón)
50. Gabriel de Borbón, Infante de España (12/5/1752-23/11/1788) —  (Hijo del Rey Carlos III)
51. Felipe María Francisco de Borbón, Infante de España (28/3/1792-1/3/1794) —  (Hijo del Rey Carlos IV)
52. María Teresa de Borbón, Infanta de España (16/2/1791-2/11/1794) —  (Hija del Rey Carlos IV)Mausoleo de Don Juan de Austria

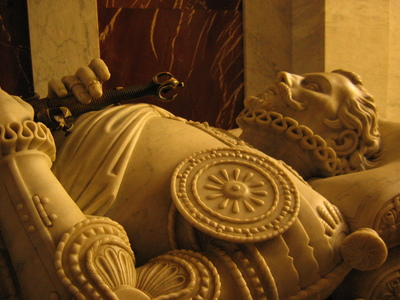
Mausoleo de Don Juan de Austria

53. Bebé sin nombre (22/7/1798) —  (Hijo nonato del Infante Antonio Pascual de Borbón)
54. María Amalia de Borbón, Infanta de España (9/1/1779-22/7/1798) —  (Hija del Rey Carlos IV)
55. María Josefa Carmela de Borbón (6/7/1744-8/12/1801) —  (Hija del Rey Carlos III)
56. Luis de Etruria, Príncipe de Parma y Rey de Etruria (5/8/1773-27/5/1803) —  (Marido de la Infanta María Luisa)
57. María Antonia de Borbón-Dos Sicilias, Princesa de Nápoles y Sicilia, Princesa de Asturias (14/12/1784-21/5/1806) —  (Primera esposa del futuro Fernando VII)
58. Antonio Pascual de Borbón, Infante de España (31/12/1755-20/4/1817) —  (Hijo del Rey Carlos III)
59. María Isabel de Borbón, Infanta de España (21/8/1817-9/1/1818) —  (Hija del Rey Fernando VII)
60. María Isabel de Braganza, Infanta de Portugal y Reina de España (19/5/1797-26/12/1818) —  (Segunda esposa del Rey Fernando VII)
61. María Isabel de Borbón, Infanta de España (26/12/1818) —  (Hija nonata del Rey Fernando VII)
62. Francisco de Asís Luis de Borbón, Infante de España (6/5/1820-15/11/1821) —  (Hijo del Infante Francisco de Paula de Borbón, Duque de Cádiz)
63. María Luisa de Borbón, Infanta de España, Reina de Etruria y Duquesa de Lucca (6/7/1782-13/3/1824) —  (Hija del Rey Carlos IV)
64. María Josefa de Sajonia, Princesa de Sajonia y Reina de España (6/12/1803-17/5/1829) —  (Tercera esposa del Rey Fernando VII)
65. María Teresa de Borbón, Infanta de España (15/6/1828-3/11/1829) —  (Hija del Francisco de Paula de Borbón, Duque de Cádiz)
66. Eduardo de Borbón, Infante de España (4/4/1826-22/10/1830) —  (Hijo del Infante Francisco de Paula de Borbón, Duque de Cádiz)
67. Luisa Carlota de Borbón-Dos Sicilias, Princesa de las Dos Sicilias, Infanta de España (24/10/1804-29/1/1844) —  (Esposa del Infante Francisco de Paula de Borbón, Duque de Cádiz)
68. Luis de Borbón, Infante de España (1850-1850) —  (Hijo de la Reina Isabel II)
69. María Cristina de Borbón, Infanta de España (5/1/1854-7/1/1854) —  (Hija de la Reina Isabel II)
70. Fernando María de Borbón, Infante de España (15/4/1832-17/7/1854) —  (Hijo del Infante Francisco de Paula de Borbón, Duque de Cádiz)
71. Margarita de Borbón, Infanta de España (23/9/1855-24/9/1855) —  (Hija de la Reina Isabel II)
72. María de la Regla de Orleans, Princesa de Orleans, Infanta de España (8/10/1856-25/7/1861) —  (Hija de la Infanta Luisa Fernanda)
73. María de la Concepción de Borbón (26/12/1859-21/10/1861) —  (Hija de la Reina Isabel II)
74. Felipe de Orleans, Príncipe de Orleans, Infante de España (12/5/1862-1864) —  (Hijo de la Infanta Luisa Fernanda)
75. Francisco de Paula de Borbón, Infante de España y Duque de Cádiz (10/3/1794-13/8/1865) —  (Hijo del Rey Carlos IV)
76. Francisco de Asís Leopoldo de Borbón (24/1/1866-14/2/1866) —  (Hijo de la Reina Isabel II)
77. María Amalia de Orleans, Princesa de Orleans, Infanta de España (28/8/1851-1870) —  (Hija de la Infanta Luisa Fernanda)
78. Cayetano de Borbón-Dos Sicilias, Príncipe de las Dos Sicilias, Conde de Girgenti (12/1/1846-26/11/1871) —  (Marido de la Infanta Isabel)
79. Sebastián Gabriel de Borbón, Infante de España y Portugal (1811-1875) —  (Hijo del Infante Pedro Carlos)
80. María Cristina de Orleans, Infanta de España (29/10/1852-1879) —  (Hija del Príncipe Antonio de Orleans)
81. María del Pilar de Borbón, Infanta de España (4/6/1861-5/8/1879) —  (Hija de la Reina Isabel II)
82. Antonio de Orleans, Príncipe de Orleans, Infante de España, Duque de Montpensier (31/7/1824-4/2/1890) —  (Hijo del Rey Luis Felipe I de Francia)
83. Roberta de Orleans, Infanta de España (17/3/1890) —  (Hija de la Infanta Eulalia)
84. María Luisa Fernanda de Borbón, Infanta de España, Princesa de Orleans, Duquesa de Montpensier (30/1/1832-2/2/1897) —  (Esposa del Príncipe Antonio de Orleans)
85. Luisa Teresa de Borbón, Infanta de España, Duquesa de Sessa (11/6/1824-27/12/1900) —  (Hija del Infante Francisco de Paula de Borbón, Duque de Cádiz)
86. María Cristina de Borbón y Borbón, Infanta de España y Portugal (5/6/1833-19/1/1902) —  (Hija del Infante Francisco de Paula de Borbón, Duque de Cádiz)
87. María de las Mercedes de Borbón, Infanta de España y Princesa de Asturias (11/9/1880-17/10/1904) —  (Hija del Rey Alfonso XII)
88. Fernando de Borbón-Dos Sicilias, Infante de España (6/3/1903-4/8/1905)– (Hijo de la Infanta María de las Mercedes)
89. Fernando de Borbón, (21/5/1910-21/5/1910) —  (Hijo nonato del Rey Alfonso XIII)
90. María Teresa de Borbón, Infanta de España (12/11/1882-23/9/1912) —  (Hija del Rey Alfonso XII). Ocupa un sepulcro doble que tenía también el fin de albergar el cuerpo de su esposo el infante Fernando de Baviera, pero éste decidió ser enterrado en la cripta de la Catedral de la Almudena (su segunda esposa está enterrada en el Cementerio de San Isidro).
91. María del Pilar de Baviera, Infanta de España (15/9/1912-9/5/1918) —  (Hija de la Infanta María Teresa)
92. Antonio de Orleans, Príncipe de Orleans, Infante de España, Duque de Galliera (1866-1930) —  (Hijo de la Infanta Luisa Fernanda)
93. Gonzalo de Borbón, Infante de España (24/10/1914-13/8/1934) —  (Hijo del Rey Alfonso XIII)
94. Alfonso de Borbón, Príncipe de Asturias (10/5/1907-6/9/1938) —  (Hijo del Rey Alfonso XIII)
95. María de las Mercedes de Baviera, Infanta de España (1911-1953) —  (Hija de la Infanta María Teresa)
96. Alfonso de Borbón, Infante de España (3/10/1941-29/3/1956) —  (Hermano de Rey Juan Carlos I)
97. María Eulalia de Borbón, Infanta de España, Princesa de Orleans, Duquesa de Galliera (12/2/1864-8/3/1958) —  (Hija de la Reina Isabel II)
98. Alfonso de Borbón, Infante de España, Duque de Calabria (1901-1964) —  (Hijo de la Infanta María de las Mercedes)
99. Jaime de Borbón, Infante de España y Duque de Segovia (23/6/1908-20/3/1975) —  (Hijo del Rey Alfonso XIII)
100. Luis Alfonso de Baviera, Infante de España (1906-1983) —  (Hijo de la Infanta María Teresa)
101. Isabel Alfonsa de Borbón-Dos Sicilias, Infanta de España (16/10/1904-18/07/1985) —  (Hija de la Infanta María de las Mercedes)[1]
102. Carlos de Borbón-Dos Sicilias, Infante de España, Duque de Calabria (16/01/1938-5/10/2015) —  (Nieto de la Infanta María de las Mercedes)

Los infantes cuentan también con su propio pudridero, en el cual actualmente se encuentran los restos del infante Jaime de Borbón (tío paterno del Rey Juan Carlos), don Luis de Baviera (primo), doña Isabel Alfonsa de Borbón (sobrina de Alfonso XIII) y don Carlos de Borbón-Dos Sicilias (primo segundo del Rey Juan Carlos)